# Кум (Мозель)
Кум (фр. Coume) — коммуна во французском департаменте Мозель региона Лотарингия. Относится к кантону Буле-Мозель.

## Географическое положение
Кум расположен в 30 км к востоку от Меца. Соседние коммуны: Тетершан на севере, Аргартан-о-Мин и Фальк на северо-востоке, Гертен на юго-востоке, Нидервис на юге, Дантен на западе, Оттонвиль на северо-западе.
Стоит на границе лесного массива Варндт.

## История
- Следы галло-романской культуры.
- Коммуна появилась после Тридцатилетней войны 1618—1648 годов.
- Входила в бывшее герцогство Лотарингия.
- В 1871 году Кум по франкфуртскому договору отошёл к Германской империи и получил германизированное название Kuhmen. В 1918 году после поражения Германии в Первой мировой войне вновь вошёл в состав Франции в департамент Мозель.

## Демография
По переписи 2008 года в коммуне проживало 659 человек.

## Достопримечательности
- Церковь Сен-Мартен, построена в неоготическом стиле в 1868 году.
- Несколько оборонительных укреплений линии Мажино (бункер Виллаж-де-Кум), которая проходила в окрестностях Кума.